# Kim Min-sik
Đây là một tên người Triều Tiên, họ là Kim.
Kim Min-sik (sinh ngày 29 tháng 10 năm 1985) là một thủ môn bóng đá Hàn Quốc thi đấu cho FC Anyang ở K League Challenge. Trước đó anh thi đấu cho Jeonbuk Hyundai Motors, Sangju Sangmu, và Jeonnam Dragons.